# Mica (portugalski piłkarz)
Mica, właśc. Micael Cabrita Silva (ur. 16 marca 1993 w Silves) – portugalski piłkarz występujący na pozycji pomocnika w klubie  Sporting Covilhã.

## Kariera klubowa
Grę w piłkę nożną rozpoczął w klubie Silves SC z rodzinnego miasta Silves w południowej Portugalii. W latach 2007–2008 trenował w akademii Imortal DC z Albufeiry, skąd powrócił do macierzystego Silves SC. W 2011 roku przeniósł się do Portimonense SC.
Przed sezonem 2012/13 Mica został włączony do składu pierwszej drużyny Portimonense SC, rywalizującej w Segunda Liga. 12 sierpnia 2012 zanotował pierwszy występ na poziomie seniorskim w przegranym 1:3 meczu przeciwko FC Arouca. Łącznie rozegrał dla Portimonense SC 46 ligowych spotkań, w których zdobył 6 bramek.
W czerwcu 2014 roku podpisał trzyletni kontrakt z Zawiszą Bydgoszcz, trenowanym przez Jorge'a Paixão. Z powodu kontuzji pierwsze 2 miesiące pobytu w klubie zmuszony był poświęcić na rehabilitację i początkowo występował w zespole piątoligowych rezerw. 12 września 2014 roku zadebiutował w Ekstraklasie w przegranym 2:4 meczu z Wisłą Kraków, w którym wszedł na boisko w 85. minucie, zastępując Wágnera. 28 lutego 2015 Mica zdobył pierwszego gola w polskiej lidze w spotkaniu przeciwko Piastowi Gliwice (2:0). Po sezonie 2014/15, w którym zanotował 21 występów, jego klub zajął 15. lokatę w tabeli i spadł do I ligi. Po sezonie 2015/16 Zawisza utracił głównego sponsora i został rozwiązany.
W lipcu 2016 roku Mica związał się trzyletnią umową z União Madeira (Segunda Liga). W październiku 2017 roku doznał zerwania więzadła krzyżowego przedniego w prawym kolanie, przez co musiał przejść niemal roczną rekonwalescencję. Po sezonie 2017/18 władze União Madeira nie przedłużyły z nim kontraktu. W październiku 2018 roku jako wolny agent podpisał umowę ze Sportingiem Covilhã.